# Якушик, Евгения Владимировна
Евгения Владимировна Якушик (13 января 1942 — 2012) — передовик советского сельского хозяйства, доярка племзавода «Луч» Берёзовского района Брестской области, полный кавалер ордена Трудовой Славы (1985).

## Биография
Родилась 13 января 1942 года в деревне Светоч Берёзовского района Брестской области на оккупированной территории до 1944 года. В 16 лет трудоустроилась на местную молочно-товарную ферму совхоза «Промень», позже племзавод «Луч». Уже через год стала работать самостоятельно. В её группе было 18 закреплённых коров. Все работы велись вручную. В первый год работы она смогла надоить по 1600 килограммов молока от каждой коровы в среднем за год, что являлось одним из лучших результатов. К 1970-м годам она уже надаивала до 4000 килограммов молока от каждой коровы. Ей была доверена группа из 25 новотёлов, которую она смогла вывести на рекордные показатели. Получала по 6000 килограммов молока от каждой закреплённой коровы в среднем.
Постоянно демонстрировала передовые результаты в работе. Была участницей выставок достижений народного хозяйства.
Указом Президиума Верховного Совета СССР от 14 февраля 1975 года была награждена орденом Трудовой Славы III степени.
Указом Президиума Верховного Совета СССР от 16 декабря 1980 года была награждена орденом Трудовой Славы II степени.
После ввода механизированной дойки очень быстро освоила и этот способ работы, результаты продолжала наращивать. В 1985 году она смогла получить в среднем от каждой коровы по 6500 килограммов молока, некоторые коровы давали от 8000 до 10000 килограммов молока. Она постоянно побеждала в областных и республиканских социалистических соревнованиях. На выставке достижений народного хозяйства завоёвывала медали и была поощрена ценным подарком автомобилем.
Указом Президиума Верховного Совета СССР от 5 декабря 1985 года за успехи, достигнутые при выполнении плана и социалистических обязательств по увеличению продукции животноводства была награждена орденом Трудовой Славы I степени. Стала полным кавалером ордена Трудовой Славы.
В течение последней пятилетки она наладила такую форму работы как семейный подряд, привела дочь и зятя работать на ферму. Семья ударно трудилась в животноводстве. Результаты работы в виде 7000 килограммов молока от каждой коровы в среднем стали новым достижением доярки Евгении Владимировны.
Была членом областного комитета профсоюзов работников сельского хозяйства, избиралась депутатом Берёзовского сельского совета. С 1993 года находилась на пенсии.
Проживала в родной деревне. Умерла в 2012 году. Похоронена на сельском кладбище.

## Награды и звания
- Орден Трудовой Славы I степени (05.12.1985);
- Орден Трудовой Славы II степени (16.12.1980);
- Орден Трудовой Славы III степени (14.02.1975).